# Нан (кантон)
Нан (фр. Nant) — кантон во Франции, находится в регионе Юг — Пиренеи, департамент Аверон. Входит в состав округа Мийо.
Код INSEE кантона — 1221. Всего в кантон Нан входят 6 коммун, из них главной коммуной является Нан.

## Коммуны кантона
| Коммуна              | Население, чел. (2006) | Почтовый индекс | Код INSEE |
| -------------------- | ---------------------- | --------------- | --------- |
| Ла-Кавальри          | 813                    | 12230           | 12063     |
| Ла-Кувертуарад       | 153                    | 12230           | 12082     |
| Л’Оспитале-дю-Ларзак | 249                    | 12230           | 12115     |
| Нан                  | 846                    | 12230           | 12168     |
| Сен-Жан-дю-Брюэль    | 642                    | 12230           | 12231     |
| Соклиер              | 189                    | 12230           | 12260     |

## Население
Население кантона на 2006 год составляло 3 254 человека.
| 1962 | 1968  | 1975  | 1982  | 1990  | 1999  | 2006  | 2007 |
| ---- | ----- | ----- | ----- | ----- | ----- | ----- | ---- |
| —    | 3 163 | 3 072 | 3 269 | 2 890 | 2 892 | 3 254 | —    |